# Savînți, Trosteaneț
Savînți (în ucraineană Савинці) este localitatea de reședință a comunei Savînți din raionul Trosteaneț, regiunea Vinnița, Ucraina.

## Demografie
Componența lingvistică a localității Savînți
     Ucraineană (99,22%)
     Alte limbi (0,69%)
Conform recensământului din 2001, majoritatea populației localității Savînți era vorbitoare de ucraineană (99,22%), existând în minoritate și vorbitori de alte limbi.